# Geno Segers
Geno Segers (Winston Salem, Carolina del Norte; 28 de noviembre de 1968) es un actor y actor de voz de teatro y televisión estadounidense, más conocido por su papel de Mason Makoola en la Serie Original de Disney XD Pair of Kings. Segers también fue estrella invitada en Zeke & Luther.

## Primeros años
Segers era un futbolista, luchador y atleta en la escuela secundaria y la universidad. Jugó al fútbol americano en la Western Carolina University, tras lo cual jugó en el American National Rugby League. A partir de ahí, se trasladó a Nueva Zelanda para jugar en el equipo de Richmond Rovers.

## Carrera como actor
A sugerencia de un amigo, hizo una audición para los anuncios de voz en una emisora de radio de Nueva Zelanda. Su tono grave de voz llamó mucho la atención de un agente que eligió a Segers para el papel de Mufasa en una producción teatral australiana de El Rey León. Luego, repitió su papel en las producciones estadounidenses y chinas de la misma obra. 

### Televisión
Descontento con la falta de papeles principales, Segers regresó a Nueva Zelanda, donde obtuvo un papel para Par de Reyes. Buscaban a alguien que "hablara como James Earl Jones, pero pareciera The Rock". Segers consiguió el papel de Mason Makoola, el guardia de los reyes Brady y Boomer de una isla de la Polinesia llamada Kinkow. Más adelante, fue coanfitrión de un programa de Disney XD llamado Fort Boyard, apareciendo junto a Laura Hamilton.

## Filmografía

### Cine y televisión
| Año       | Título                       | Personaje           | Notas                             |
| --------- | ---------------------------- | ------------------- | --------------------------------- |
| 2008      | El rey león                  | Mufasa              | Voz (doblaje neozelandés)         |
| 2009      | White Collar                 | Guardaespaldas      | Episodio: "Flip of the Coin"      |
| 2010-2013 | Par de Reyes                 | Mason Makoola       | Personaje principal               |
| 2011      | Zeke & Luther                | Stan                | 2 episodios                       |
| 2011      | Kickin' It                   | Sensei Paul         | Personaje principal (temporada 3) |
| 2013      | Conversations With Breakfast | Gran Dawg           | Personaje principal               |
| 2014      | Teen Wolf                    | Kincaid             | 2 episodios                       |
| 2014      | Banshee                      | Chayton Littlestone | Temporadas 2 y 3                  |
| 2014      | Fort Boyard                  | Presentador         | Junto a Laura Hamilton            |
| 2014      | Castle                       | Ernest Howe         | Episodio: "Last Action Hero"      |
| 2015      | Bone Tomahawk                | Boar Tomahawk       |                                   |
| 2017      | Brawl in Cell Block 99       | Roman               |                                   |
| 2018      | Game Over, Man!              | Sal                 |                                   |
| 2023      | Camino a Belén               | Rey Baltasar        |                                   |